# 川上瀧彌
川上 瀧彌（かわかみ たきや、明治4年1月24日（1871年3月14日） - 大正4年（1915年）8月21日）は、日本の植物学者。

## 人物
明治4年（1871年）1月24日、羽後国飽海郡松嶺（現・山形県酒田市）に庄内士族の二男として生まれた。7-8歳から付近の山を歩いて植物採集を始めた、9歳で腸チフスが原因で右足の膝が曲がったまま伸びない悪性リウマチとなった。手術により、どうにか歩行できるようになった。明治24年（1891年）に札幌農学校予科に入学、 明治33年（1900年）に本科を卒業した。この間、庄内、北海道、千島などの植物を研究し多数の学術論文を書いている。明治30年（1897年）には阿寒湖の尻駒別湾で発見した緑藻に「マリモ」の名をつけた。利尻島の植物分布に関する論文を発表して、明治32年（1899年）に東京植物学会懸賞論文の銀賞を獲得した。卒業後、北海道庁嘱託として1年間樹木調査に従事し、明治34年（1901年）末から熊本県立農業学校教諭、明治37年（1904年）1月から台湾総督府の技師に転じ、殖産局農務課技師を本務とし、同局商工課技師、同局博物館館長（1908年から）、或は嘉義の護謨苗園の主任などを兼務した。台湾各地や彭佳嶼、蘭嶼、澎湖諸島のような離島を周り、数多くの優れた研究を残した。これにより、それまで包まれていた台湾のベールを西洋の植物学界に開かせた。川上の名前が残された植物は40数種類に達する。また台湾博物学会の創立を計画し、『台湾博物学会会報』は日本時代の台湾の植物、鉱物、動物の重要な史料となっている。明治41年（1908年）台湾総督府民政部殖産局附属博物館（現国立台湾博物館）の初代館長に就任した。 明治44年（1911年）6月から11ヶ月間、台湾総督府の命で南洋に出張とした。大正4年（1915年）に現在地に『兒玉總督及び後藤民生局長官記念館』が落成し、これを新博物館とした。8月20日新博物館は開館したが、激務が祟りその翌日8月21日に44歳で病死した。

## 参考
- 川上瀧彌 - 台灣大百科全書
- 國立臺灣博物館, 2008. 百年物語：臺灣博物館世紀典蔵特展 導覧手冊. 國立臺灣博物館, 台北, 112 pp.
- 宮部金吾「故農学士川上瀧彌君略伝」『札幌博物学会会報』第6巻1号、1915年12月、pp.70-73.

## 遺著
川上瀧彌『椰子の葉蔭』（六盟館、1915年5月27日発行）